# جاي ويد إدواردز
جاي ويد إدواردز (بالإنجليزية: Jay Wade Edwards)‏ هو كاتب سيناريو ومخرج أمريكي، ولد في 12 سبتمبر 1968.
تم إختياره كعضو في هيئة المحلفين لمهرجان أتلانتا السينمائي عام 2011.

## وصلات خارجية
- جاي ويد إدواردز على موقع IMDb (الإنجليزية)
- جاي ويد إدواردز على موقع أول موفي (الإنجليزية)
- جاي ويد إدواردز على موقع قاعدة بيانات الفيلم (الإنجليزية)
- جاي ويد إدواردز على موقع كينوبويسك (الروسية)